# Area Boys
Area Boys ist die landläufige Bezeichnung für Gruppierungen von zumeist jugendlichen Kriminellen in der nigerianischen Stadt Lagos.

## Aktivitäten
Die Area Boys sind seit den frühen 1980er Jahren in Lagos verbreitet. Aufgrund des großen Zustromes von Einwanderern aus anderen Landesteilen gibt es in Lagos viele arbeitslose Jugendliche, die von den Area Boys aufgenommen werden können. Der Vereinigung gehören nicht nur männliche Mitglieder an, wie es der Name impliziert, sondern auch weibliche. Die Area Boys verteidigen ihren Herrschaftsbereich mit Drohungen und oftmals mit Gewalt und konzentrieren sich auf Bushaltestellen, größere Straßen und Märkte. Zu ihren Straftaten gehören das Eintreiben von Gebühren für die Nutzung von öffentlichen Gütern und Schutzgelderpressung. Einigen Politikern wurde auch vorgeworfen, Area Boys zu bezahlen, damit diese die Gegenparteien einschüchtern. Im Oktober 2000 beteiligten sich Area Boys an ethnischen Auseinandersetzungen zwischen Hausa und Yoruba, die etwa 100 Todesopfer forderten.

## Staatliche Interventionen
Die Regierung unternahm in der Vergangenheit verschiedenartige Versuche, die Area Boys wieder in die Gesellschaft einzugliedern. So wurden Area Boys angeworben, um Straßenarbeiten zu verrichten. Ibrahim Babangida, von 1985 bis 1993 nigerianischer Präsident, gründete eine Bank, die Mikrokredite vergab, aber in den 1990er Jahren scheiterte. Ein von Bola Tinubu, dem Gouverneur des Bundesstaates Lagos von 1999 bis 2007, initiiertes Programm sieht vor, dass Area Boys auf einer ungenutzten Gefängnisinsel in der Lagune von Lagos ein Training absolvieren, mit dessen Abschluss sie ein Diplom und eine Stellenvermittlung erhalten. Im Gegenzug müssen die ehemaligen Area Boys Lagos verlassen.
Im Mai 2005 führte das Militär während zweier Wochen in verschiedenen Teilen von Lagos Razzien durch, nachdem eine Gruppe von Area Boys einen Soldaten erstochen hatte, der sie an der Erpressung eines Busfahrers gehindert hatte. Bei den Auseinandersetzungen seien laut Zeitungsberichten Dutzende von Area Boys getötet worden; mehr als 200 seien der Polizei übergeben worden. Die Aktivitäten der Area Boys verringerten sich daraufhin vorübergehend.

## Ursachen
Das United Nations Office on Drugs and Crime, das Büro der Vereinten Nationen für Drogen und Verbrechen, sieht die Ursache für die Verbreitung der Area Boys in „einem komplexen Kräftespiel sozio-ökonomischer Deprivation und in Schwierigkeiten, denen die Jugend der langgestreckten städtischen Zentren und der Großstädte gegenübersteht.“ Laut seiner Länderstudie zielten in den Geschäfts- und Ballungsgebieten die unter Gewaltandrohung erhobenen oder auf Überzeugung zielenden Forderungen, die Kleinkriminalität und die bisweilen gewaltsamen Verbrechen der Area Boys hauptsächlich darauf, in den Besitz von Geld zu kommen; sie beunruhigten die Zivilgesellschaft und widersetzten sich der Staatsgewalt. Die Studie betont auch die Rolle des Drogenmissbrauchs als Ursache für das straffällige Verhalten der Area Boys.

## Parallelen
In vielen nigerianischen Großstädten gibt es Gruppierungen von Kleinkriminellen. Auch in Ibadan wird eine kriminelle Vereinigung, die den informellen Markt kontrolliert, teilweise Area Boys genannt. In keiner Stadt gelten sie aber als so allgegenwärtig wie in Lagos.
Die in der Namensgebung den Area Boys ähnelnden Bakassi Boys in den südöstlichen Bundesstaaten Nigerias werden von der Regierung ebenfalls unter dem Vorwurf des Vigilantismus verfolgt, obwohl sie grundsätzlich gegenüber der Bevölkerung polizeiliche Aktivitäten verfolgen.